# Paco Saval
Paco Saval (* 25. Juni 1950 in Santiago de Chile; eigentlich Francisco Leiva-Saval) ist ein in Köln ansässiger Keyboarder, Produzent, Komponist und Sänger.

## Leben
Paco Saval wurde 1950 in Chile geboren, wo er im Alter von 15 Jahren bereits erste Aufnahmen machte. 1969 zog Saval nach Madrid und studierte dort Tontechnik. Von dort zog er 1975 nach Leeds, wo er mit Musikern des Leeds College of Music zusammenarbeitete. 1978 kam Saval schließlich nach Köln, und spielte dort zunächst gemeinsam mit Tato Gomez in der Band Santiago, mit der er 1979 den Deutschen Schallplattenpreis gewann. Ab 1980 spielte er bei der Food Band, dann bei Wolf Maahn und die Deserteure, der Thys van Leer Band, She And The Band, Viva la Diva, der Burning Man Blues Band und der Band der Rosa Sitzung. Gemeinsam mit dem Saxophonisten Knaller Delbrügge spielte er bei den Soulcats, Knaller und die Herren und in der Band der RTL Nachtshow. Er tourte unter anderem mit Rory Gallagher und Sally Oldfield.
Als Produzent der Band of Gold komponierte Saval den Song „Love Songs Are Back Again“, der mehrere Wochen in den Top 50 der US- und UK-Charts blieb. Für Miguel Ríos komponierte er den Song „En el parque“. Gemeinsam mit Knaller Delbrügge komponierte und produzierte er eine Reihe von Jingles für ProSieben.
Paco Saval spielte einige Jahre in der Lance Harrison Band und gemeinsam mit Wolfram Burgtorf bei Burgtorf/Saval.
Paco Saval arbeitet seit 2015 mit dem Kölner Bassisten Ralf Alef zusammen. Ihre Zusammenarbeit umfasst mehrere musikalische Formationen, beginnend mit Fleetwood Rocks, einer Fleetwood Mac Tribute Band, die von Renate Otta (Wolf Maahn, Bap) gegründet wurde. Weitere Mitglieder der Band waren Pete Bauchwitz und Andrè Schorn. 2019 hatten sie gemeinsame Auftritte mit Big Billa. einer 8 köpfigen Funk/Soul Formation.
Darüber hinaus spielen Paco Saval und Ralf Alef in der Jan Schwarte Blues Band, zu der auch der Gitarrist Jan Schwarte aus Solingen und der chilenische Percussionist und Schlagzeuger Mario Argandona gehören.

## Diskografie
Soloalben
- 1978: Borderline
- 1985: Piña Colada

Singles
- 1986: Tschernobyl (Das letzte Signal) (als Teil von Wolf Maahn & Unterstützung)